# Mafia węglowa
Mafia węglowa – nazwa struktur przestępczych zarabiających na fałszowaniu świadectw jakości węgla oraz wyłudzeniach ze śląskich kopalni będących własnością Skarbu Państwa.
Zyski „mafii węglowej” i tym samym straty Skarbu Państwa za kilkanaście lat działalności oceniono w 2006 roku na 50 mld złotych. W wielowątkowych sprawach nadużyć z lat 1994–1998 prowadzono wieloletnie postępowania prokuratorskie, w grudniu 2007 skonkludowane zawiadomieniem do sądu z czwórką oskarżonych – Wiesławem K. (były wiceprezes Rudzkiej Spółki Węglowej), Jerzym H. (były prezes Nadwiślańskiej Spółki Węglowej), Jackiem W. (asystent Barbary Kmiecik) oraz byłym posłem AWS Henrykiem Dyrdą. Zarzuty w tej sprawie miały być postawione także Barbarze Blidzie, jednak podczas dochodzenia i przeszukania w jej domu w kwietniu 2007 r. przez ABW Blida śmiertelnie się postrzeliła. W tej sprawie sąd I instancji w 2013 r. skazał byłego agenta ABW Grzegorza S. na pół roku pozbawienia wolności w zawieszeniu za niedopełnienie obowiązków. S. odwołał się od wyroku i sąd II instancji uchylił wyrok sądu rejonowego oraz przekazał do ponownego rozpatrzenia. Ten uniewinnił wcześniej skazanego. Prokuratura Okręgowa w Łodzi wniosła apelację, po czym ją wycofała – S. ostatecznie pozostał uniewinniony.
Do kolejnej katastrofy doszło 21 listopada 2006 r. w kopalni Halemba w Rudzie Śląskiej – wybuchł metan, a potem eksplodował pył węglowy. Zginęły 23 osoby. Potwierdzono niezachowanie standardów bezpieczeństwa, a zdarzenie utrwaliło debatę o problemach kopalni w Polsce. W 2008 r. sąd uznał za winną nieprawidłowości Ewę K., która miała uczestniczyć w ustawieniu przetargu na likwidację ściany wydobywczej, podczas której doszło do katastrofy. Skazano też innych. Cały czas prowadzono dochodzenie za korupcję z lat 1994–1998. W 2011 prawomocnie skazano Henryka Dyrdę na rok pozbawienia wolności i 15 tys. zł grzywny za zarzuty korupcyjne, zaś w latach 2015–2016 Sąd Rejonowy w Rudzie Śląskiej uznał za winnych korupcji: Jerzego H., Jacka W., Wiesława K. Wyrok jest prawomocny. Barbara Kmiecik została objęta klauzulą bezkarności za pomoc organom ścigania w postawieniu zarzutów prezesom spółek i uniewinniona w 2013 r.
W 2002 roku po tragedii w kopalni Jas-Mos (zginęło dziesięciu górników) na zlecenie MSWiA przygotowany został raport dokumentujący nadużycia w handlu węglem oraz sprzętem górniczym. Raport nie został wykorzystany w śledztwie, ponieważ "zniknął".

## Metodyka działania
Pierwsze doniesienia o oszustwach w śląskich spółkach handlujących węglem pojawiły się w 2003 roku w artykułach „Rzeczpospolitej”. Wyłudzeniami miały się zajmować firmy pośredniczące w handlu węglem w bardzo dużych dostawach, np. do elektrociepłowni. Wskazywano na kilka głównych kierunków wyłudzania pieniędzy:
- fałszowanie tzw. „klasówek”, czyli dokumentów poświadczających klasę jakości węgla; firmy kupowały od kopalni węgiel najniższej jakości, fałszowały świadectwa, a następnie sprzedawały go jako węgiel wysokiej jakości np. elektrowniom, które kupowały go po atrakcyjnej cenie, zaś na fałszerstwo zarówno dostawcy, jak i odbiorcy przymykali oczy dzięki wysokim łapówkom;
- odroczone terminy płatności dla pośredników, podczas gdy odbiorcy końcowi płacili za węgiel natychmiast, co pozwalało firmom pośredniczącym obracać wielomilionowymi kwotami i pomnażać zysk;
- brak płatności za węgiel dostarczony przez kopalnie, który był sprzedawany z zyskiem a firma unikała odpowiedzialności przez ogłoszenie bankructwa lub odstąpienie od roszczeń przez wierzyciela w zamian za łapówkę dla osób na stanowiskach kierowniczych; w ten sposób funkcjonowała firma „Agencja Kmiecik” należąca do skazanej Barbary Kmiecik, znanej jako świadek w sprawie Barbary Blidy; firma Kmiecik oszukała kopalnie łącznie na kilkadziesiąt milionów złotych;
- sprzedaż wyeksploatowanego sprzętu górniczego, który kopalnie sprzedawały do złomowania, a który następnie odsprzedawano im jako nowy, dodatkowo podpisując kontrakty na serwisowanie (co mogło doprowadzić m.in. do katastrof górniczych w kopalniach Jas-Mos (2002) i Halemba (2006)).